# メディナ・アサーラ (バンド)
メディナ・アサーラ（Medina Azahara）は、1979年にスペインのコルドバで結成されたハードロック・バンド。

## 略歴
このグループは、マヌエル・マルティネス (ボーカル)、ミゲル・ガラン (ギター)、ホセ・アントニオ・モリーナ (ドラム)、マヌエル・モリーナ (ベース)、パブロ・ラバダン (キーボード) によって結成された。
初期の彼らは、ディープ・パープル、ピンク・フロイド、トリアーナ、ユーライア・ヒープなどの影響を受けており、1980年代のアンダルシアン・ロック・シーンの一員とされた。その後、彼らのスタイルは新古典主義の雰囲気を持ったメロディックなヘヴィメタル・サウンドへと移行した。
ラインナップは何年にもわたって何度か変更されているが、バンドは今もスペインでレコーディングとツアーを行っており、フロントマンのマヌエル・マルティネスが唯一のオリジナル・メンバーとなっている。
2018年、元メンバーのミゲル・ガラン、ホセ・アントニオ・モリーナ、ランディ・ロペスの3名が他のミュージシャンとともに、エクスメディナス（ExMedinas）と呼ばれるトリビュート・グループを結成し、バンド初期の曲を演奏した。

## メンバー

### 現在のメンバー
- マヌエル・マルティネス (Manuel Martínez) - ボーカル
- パコ・ヴェンチュラ (Paco Ventura) - ギター
- フアンホ・コバチョ (Juanjo Cobacho) - ベース
- ナチョ・サンティアゴ (Nacho Santiago) - ドラム
- マヌエル・イバニェス (Manuel Ibáñez) - キーボード

### 旧メンバー
- ミゲル・ガラン (Miguel Galán) - ギター
- ホセ・アントニオ・モリーナ (José Antonio Molina) - ドラム
- マヌエル・S・モリーナ (Manuel S. Molina) - ベース
- ランディ・ロペス (Randy López) - ベース
- パブロ・ラバダン (Pablo Rabadán) - キーボード
- ホセ・ミゲル・フェルナンデス (José Miguel Fernández) - ベース

## ディスコグラフィ

### スタジオ・アルバム
- Medina Azahara (1979年) ※『Paseando por la mezquita』と題した再発盤もある
- La esquina del viento (1981年)
- Andalucía (1982年)
- Caravana española (1987年)
- ... En Al-Hakim (1989年)
- Sin tiempo (1992年)
- 『ドンデ・エスタ・ラ・ルス』 - Dónde está la luz (1993年)
- 『アラベ』 - Árabe (1995年)
- Tánger (1998年)
- XX (2000年)
- Tierra de libertad (2001年)
- Aixa (2003年)
- 『原夢回帰 (げんむかいき)』 - La estación de los sueños (2005年)
- Se abre la puerta (2007年)
- Origen y leyenda (2009年)
- 『新たなるアンダルシア伝説』 - La historia continúa (2011年)
- La memoria perdida (2012年)
- Las puertas del cielo (2014年)
- Paraíso prohibido (2016年)
- Trece Rosas (2018年)
- llegó El Dia (2021年)

### コンピレーション・アルバム
- 『アンダルシアの伝説』 - Legend in Andalucía (1994年)
- Todo Tiene Su Fin (1997年)
- Sus Tres Álbumes En CBS (1998年)
- Baladas (1999年)
- Medina Azahara (2000年)
- Version Original (2002年)
- Volumen III (2004年)
- 25 Años (2006年)
- Marcando El Tiempo (2012年)